# Mehrbenutzerzugriff
Unter Mehrbenutzerzugriff (engl.: multi user access) versteht man die Fähigkeit eines Datenbankmanagementsystems (DBMS), die Zugriffe mehrerer Benutzer, die quasi gleichzeitig an eine Datenbank gerichtet werden, konsistent zu verwalten. Bei einem DBMS sorgt der Transaktionsmechanismus für diese Verwaltung. Wichtig dabei ist, dass die Datenobjekte, die verändert werden, für schreibende Zugriffe anderer Benutzer gesperrt werden.